# Stary Wir
Stary Wir (Wir Stary) – nieoficjalna część wsi Wir w Polsce, położona w województwie mazowieckim, w powiecie przysuskim, w gminie Potworów.
Miejscowość wchodzi w skład sołectwa Wir.
W latach 1975–1998 miejscowość administracyjnie należała do województwa radomskiego.